# Малинівка (Рівненський район)
Мали́нівка — село, у Гощанській селищній громаді Рівненського району Рівненської області. Колишній центр Малинівської сільської ради з населенням у 662 особи (2007). 
Існує кілька версій походження назви Коростятин. За однією з них, пан поселив людей на місці сучасного села Малинівка, щоб ті до князівського двору плели личаки (здирали кору — кору стинали). Поселення це належало в той час Дорогобузькому князеві. Інша версія, що пан який володів селом був дуже злим і його прозвали Коростою, звідки й пішла назва Коростятин. 
Перекази доносять до нас відгомін страшних нашесть ворогів: кочовиків, половців, монголо-татар тощо. Після одного з особливо руйнівних нападів, люди, які вціліли, рознесли по нашому краю звістку: Користь стятий (знищений, зруйнований). Прийшов час, село знову стало наповнюватись людом, а назвали його Коростятин.

## Історія
Перша письмова згадка — 1577 р. в описі Луцького замку як володіння луцького старости Семашка. Наступні письмові свідчення датуються 1594—1596 рр. Найбільша їх кількість припадає на лютий 1596 р. 2 лютого Остафей Слуцький, сотник гетьмана Лободи (спільник Северина Наливайка) з товаришами, «бєглими слугами на іменіє Коростятин напав», людей поранив, а їх майно
пограбував. Під час переслідування сам був застрелений, а багато із його товаришів спіймані.       
Ще одна згадка про село Коростятин датується 7 березня 1596 року. Але основні події, описані в документі, тосуються сіл Щекічин та Друхова, на які напало військо Лободи в кількості 200 осіб, що складалося з межирицьких міщан і селян навколишніх сіл. Вони забрали худобу та знову пограбували маєтки Семашка.
На початку XVII ст. в самому центрі (сьогоднішній орієнтир) села діє валяна фабрика. Точно відомо, що вона виробляє продукцію у 1812 році, адже на ній було закуплено валянок для російської армії дві тисячі пар. Коли збудована, хто володів нею — невідомо. Вже авторові цих строк пощастило знайти місце цієї споруди. Цегла, яка була знайдена там, датується 1805—1806 рр.
Припиняє свою діяльність ця валяна фабрика десь у 1846—1847 рр. у зв'язку з нестачею води для крутіння колеса. Недалекі від нас часи, але відомостей, пояснень якихось знайти неможливо.                                   
З 1810 року в Коростятині починає діяти католицький костел.                                    
Активну участь узяли коростятинці у визвольних битвах 1917—1920 рр. за незалежність України. З розповіді старих людей, оскільки якихось архівів поки що знайти не вдалося, дізнаємося про загибель тридцяти осіб в армії УНР та Петлюри. Кілька коростятинців були з Юрком Тютюнником у всіх його військових операціях.                                   
Відомо, що йдучи на Варшаву у 1920 р., будьонівці вскочили в Коростятин та Воронів, захопили зненацька двох петлюрівців, які були поранені й поправляли своє здоров'я. Ніякої небезпеки для переможців вони не становили. Однак, як не просили за них родичі, більшовики замордували їх перед селом чином: відрізуючи вуха та язики, багнетами повиколювавши очі, зробивши з них мучеників за волю та Україну. Могила їх збережена на кладовищі досі.                                   
Недовгим було національне піднесення 20-х років. У 1921 році з приходом інших завойовників розпорядженням польського воєводи у Коростятині запроваджується у школі польська мова.                                                                                                                                                                                                                  
Розповідають, що під час голодомору на більшовицькій Україні в 1932—1933 рр. в Коростятині постійно проживало кілька десятків чоловік східняків, яких місцеві люди, знаючи потаємні стежки, переводили через кордон, підгодовували, давали на дорогу харчі.                                                                                                                                                                                                                   
Після приходу в 1939 році червоних «визволителів», зважаючи на міцну організацію членів КПЗУ, яких перереєстрували у ВКП/б/, вже в 1940 р. створюється колгосп імені 8 Березня. Голова був присланий із району.                                                                                                                                                                                                                   
Зразу ж нові господарі взялися за так званих «куркулів». Вивезли в Сибір сім'ї Дмитра Шандрука, Івана Сірочука та інших. Головна їхня провина була в тому, що вони мали по 10—12 гектарів землі, по парі коней та, найголовніше, хати криті були бляхою, а не соломою. Так коростятинці познайомилися з «визволителями».                                                                                                                                                                                                                  
Наступив 1941 рік. Розпочалася війна. У перші ж дні було забрано польовими військоматами до армії кілька десятків чоловік із Коростятина та Воронова. Однак швидкий наступ гітлерівців дозволив їм повернутися додому. Як «гарматне м'ясо» їх не встигли використати на початку військових дій на нашій території. Вдруге забрано було цих та інших військовозобов'язаних в 1944 році. На фронтах Другої світової війни билося понад вісімдесят мешканців сіл Воронів та Коростятин. Одні воювали в лавах Червоної Армії, інші — в УПА. У 1946 році недалеко від села в урочищі Кадубища на другий день Водохреща відбувся бій між сотнею отамана Очмани та загоном енкаведистів, які підійшли сюди із трьох сторін Гощі, Тучина, Пустомит. Відступати воїнам УПА було нікуди. З вигуками «Слава Україні» вони піднімались, вистрілявши всі патрони, і падали уже навіки під вогнем більшовицьких завойовників. Однак настав уже вечір, і кільком бійцям вдалося вирватися звідти живими. Над рештою ворог також не поглумився, очевидно, боячись темряви. Енкаведисти відійшли. Тоді посеред ночі місцеві люди вбитих забрали й поховали на кладовищі в Мощонах. Довго про це не знали. Лише нещодавно точно було визначено місцезнаходження цих могил на кладовищі і їх освячення.                                                                                                                                                                                                                                                                                                                                                                                                                                                                                                                                                                                                                                                       
У 1946 році в Коростятині знову почала діяти російська православна церква.                                                                                                                                                                                                                                                                                                                                                                                                                                                                                                                                                                                                                                                       
У 1950 році вдруге відновлює свою діяльність колгосп 8 Березня.                                                                                                                                                                                                                                                                                                                                                                                                                                                                                                                                                                                                                                                        
У 1952 році він об'єднується з воронівським колгоспом «Вільне життя», і отримує назву колгосп імені Дзержинського. І лише за самостійної України зникає з карти села ім'я цього чекіста.                                                                                                                                                                                                                                                                                                                                                                                                                                                                                                                                                                                                                                                                                                                                                                                                                                                                                                                                                                                                                                                                                                                                                                                                                                                                                                                                                                                                                                                                                                                                                                                                                                                                                                                                                                                                                                                                                                                                                                       
До 1963 року село мало назву Коростятин.                                                                                                                                                                                                                                                                                                                                                                                                                                                                                                                                                                                                                                                                                                                                                                                                                                                                                                                                                                                                                                                                                                                                                                                                                                                                                                                                                                                                                                                                                                                                                                                                                                                                                                                                                                                                                                                                                                                                                                       
Господарство зазнає різних реформувань, перейменувань і реорганізовується наприкінці 90-х років XX ст. в пайгосп «Малинівський». Багато малинівчан вирішують припинити членство в колгоспі та організувати свої одноосібні господарства.                                                                                                                                                                                                                                                                                                                                                                                                                                                                                                                                                                                                                                                                                                                                                                                                                                                                                                                                                                                                                                                                                                                                                                                                                                                                                                                                                                                                                                                                                                                                                                                                                                                                                                                                                                                                                                                                                                                                                                       
На 1 січня 2007 року в селі Малинівка проживало 662 жителі, є 218 дворів. Але село старіє, Так, наприклад, у 2000 році народилось лише 6 малят, а померла 31 особа. А у 2006 році народилося всього лише 4 малюків.                                                                                                                                                                                                                                                                                                                                                                                                                                                                                                                                                                                                                                                                                                                                                                                                                                                                                                                                                                                                                                                                                                                                                                                                                                                                                                                                                                                                                                                                                                                                                                                                                                                                                                                                                                                                                                                                                                                                                                      
12 червня 2020 року, відповідно до розпорядження Кабінету Міністрів України № 722-р від «Про визначення адміністративних центрів та затвердження територій територіальних громад Рівненської області», увійшло до складу Гощанської селищної громади.                                                                                                                                                                                                                                                                                                                                                                                                                                                                                                                                                                                                                                                                                                                                                                                                                                                                                                                                                                                                                                                                                                                                                                                                                                                                                                                                                                                                                                                                                                                                                                                                                                                                                                                                                                                                                                                                                                                                                                      
19 липня 2020 року, в результаті адміністративно-територіальної реформи та ліквідації Гощанського району, село увійшло до складу новоутвореного Рівненського району.

## Населення

### Мова
Розподіл населення за рідною мовою за даними перепису 2001 року:
| Мова       | Кількість | Відсоток |
| ---------- | --------- | -------- |
| українська | 706       | 99.02%   |
| російська  | 7         | 0.98%    |
| Усього     | 713       | 100%     |

## Відомі люди

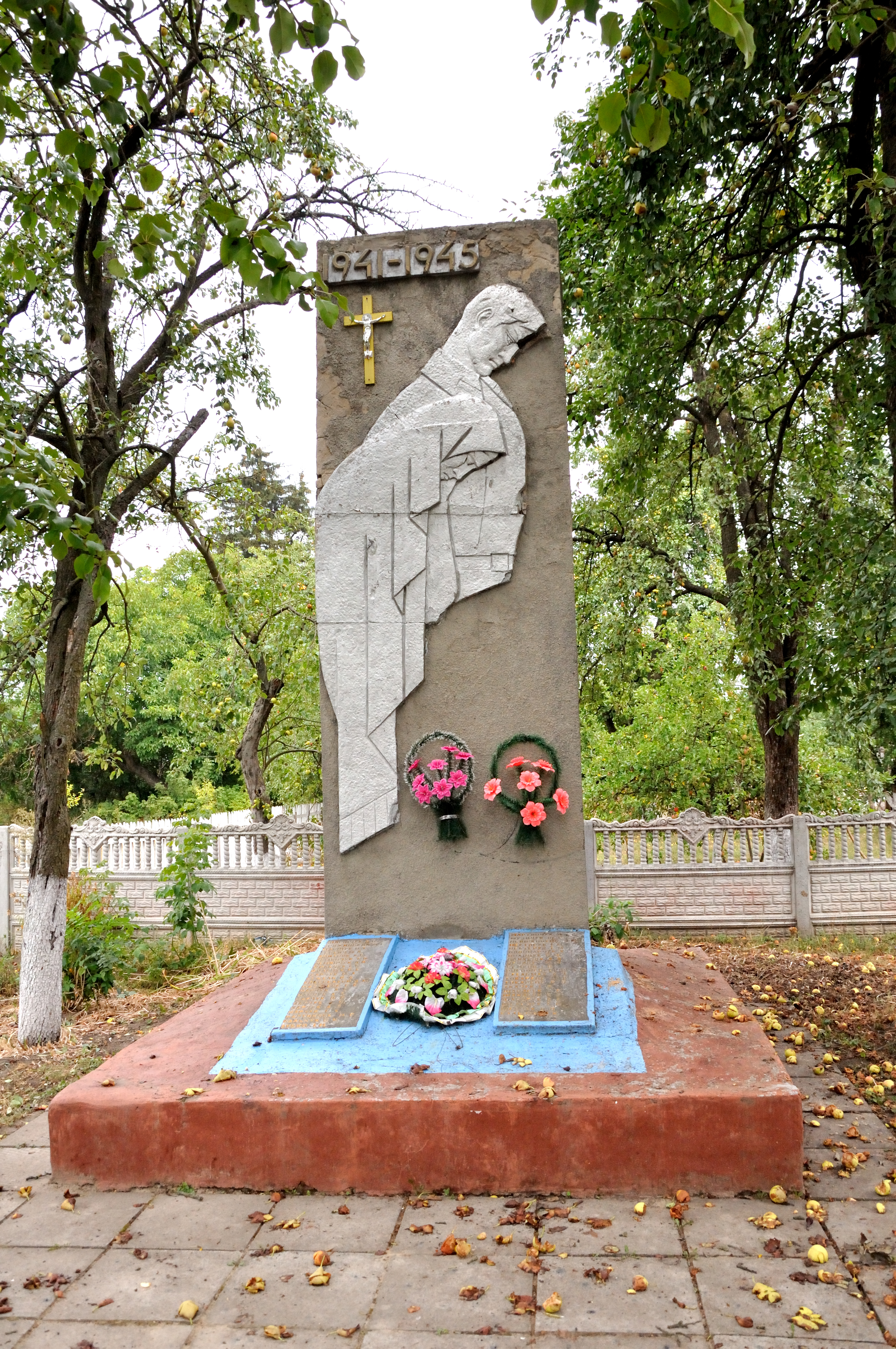
Пам’ятник воїнам-односельчанам, с. Малинівка

- Томілін Володимир Юрійович (1990—2015) — старший сержант ЗСУ, учасник російсько-української війни, загинув під час боїв за Мар'їнку.Пам’ятник воїнам-односельчанам, с. Малинівка